# Cmentarz ewangelicki w Wilnie
Cmentarz ewangelicki w Wilnie – położony na Pohulance, na Górze Bouffałowej. Nieistniejącą dziś kaplicę cmentarną zbudowano w 1819; projektował ją Karol Schildhausen.

## Historia
Cmentarz został założony według planów wileńskiego ogrodnika Webera. Początkowo był to cmentarz luterański, ale od 1830 miały tam miejsce także pochówki kalwińskie.
Uszkodzony w trakcie działań wojennych; zamknięty w 1956; niektóre nagrobki przewieziono na cmentarz na Rossie i na Sołtaniszki. W 1960 zburzono kaplicę cmentarną i na tym terenie utworzono park miejski oraz zbudowano w 1974 „Pałac Ślubów“. Jedynym obiektem, który pozostał na terenie dawnego cmentarza jest klasycystyczne mauzoleum Niszkowskich (architekt Karol Podczaszyński) – to jedyna dziś pozostałość nekropolii, dziś tak zwany kiosk z pamiątkami. W mauzoleum tym pochowany został Jan Fryderyk Niszkowski (1774–1816), polski profesor chirurgii Uniwersytetu Wileńskiego.

## Pochowani

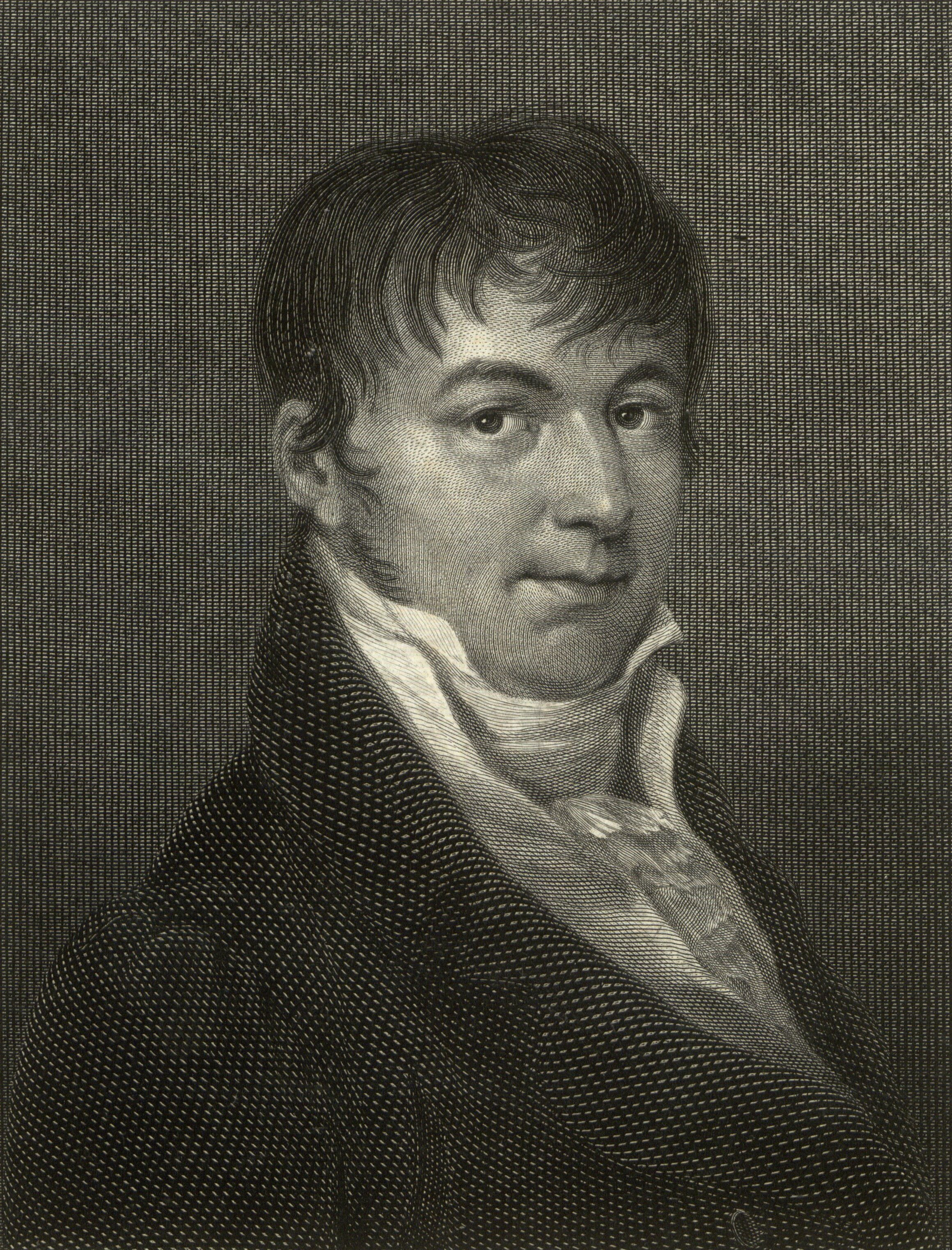
Odbitka Niszkowskiego z 1819 r. Józef Saunders/Jan Rustem

Cmentarz bardzo ważny dla historii Wilna; spoczęło na nim wielu wybitnych Wilnian:
- Bolesław Bohusz-Siestrzeńcewicz – polski dowódca wojskowy, generał brygady Wojska Polskiego,
- Stanisław Bohusz-Siestrzeńcewicz – malarz
- Michał Jastrzębski – polski duchowny ewangelicko-reformowany, superintendent Wileńskiego Kościoła Ewangelicko-Reformowanego,
- Szymon Konarski – polski działacz niepodległościowy, powstaniec listopadowy; stracony w 1839 przez Rosjan za rogatkami Pohulanki,
- Jan Fryderyk Niszkowski – polski profesor chirurgii Uniwersytetu Wileńskiego,
- Karol de Perthées – polski kartograf,
- Wawrzyniec Puttkamer – marszałek szlachty powiatu lidzkiego,
- Aleksander Strauss – polski artysta malarz i fotografik,
- Maciej Vorbek-Lettow – lekarz nadworny króla Polski Władysława IV,
- Aleksander Zasztowt – polski działacz polityczny, dziennikarz, poseł na Sejm Wileński i Ustawodawczy Rzeczypospolitej.